# Línea 46 (Buenos Aires)
La línea 46 es una línea de colectivos de Buenos Aires. Une el barrio porteño de La Boca con la localidad de San Justo, ubicada en el Partido de La Matanza (Gran Buenos Aires).
La línea es operada por la empresa Unión de Transportistas de Empresas S.A. (UTESA), que está conformada por varios accionistas de otras empresas.

## Recorridos[1]

### La Boca-San Justo(Ramal Por Barrio Espora)
- IDA

Desde Av. Don Pedro de Mendoza y Necochea por Av. Don Pedro de Mendoza, Av. Almirante Brown, Brandsen, Av. Regimiento de Patricios, Defensa, Av. Caseros, Bernardo de Irigoyen, Av. Juan De Garay, Lima Este, General Hornos, Dr. Enrique Finochietto, Herrera, Ituzaingó, Paracas, Av. Caseros, Av. Amancio Alcorta, Iguazú, Santo Domingo, Oscar Natalio Bonavena, Av. Amancio Alcorta, Av. Sáenz, Traful, Alberto Einstein, Av. Perito Moreno, Agustín De Vedia, Av. Gral. Francisco Fernández de la Cruz, Av. Varela, Ana María Janer, Mariano Acosta, Balbastro, Av. Perito Moreno, Mariano Acosta, Av. Eva Perón, Av. Olivera, Rafaela, Mozart, Av. Rivadavia, cruce Av. Gral. Paz, Av. Gral. Paz Oeste, Rafaela, D' Onofrio, Ingeniero Amoretti, Alianza, Cnel. Perín, Av. Eva Perón, Av. Gral. Tomás J. Villegas, Av. Gral. Enrique Mosconi, Rincón, Florencio Varela hasta Presidente Juan Domingo Perón (Universidad Nacional de la Matanza).
- REGRESO

Desde Universidad Nacional de la Matanza por Florencio Varela, Argentina, Av. Gral. Enrique Mosconi, Av. Gral. Tomás J. Villegas, Av. Eva Perón, Cnel. Perín, Estero Bellaco, Ingeniero Pereyra, Ibarrola, Ramón L. Falcón, Av. Gral. Paz Este, Av. Rivadavia, Av. Olivera, Homero, Av. Eva Perón, Martínez Castro, Tte. Cnel. Casimiro Recuero, Mariano Acosta, Av. Perito Moreno, Balbastro, Mariano Acosta, Ana María Janer, Av. Varela, Av. Gral. Francisco Fernández de la Cruz, Av. Perito Moreno, Av. Sáenz, Av. Sáenz Oeste, 27 de Febrero, Av. Sáenz Este, Av. Amancio Alcorta, Pepirí, Osvaldo Cruz, Iguazú, Av. Amancio Alcorta, Dr. Ramón Carrillo, Dr. Enrique Finochietto, Salta, Av. Brasil, Tacuarí, Av. Caseros, Bolívar, Av. Martín García, Av. Regimiento de Patricios, Brandsen, Ruy Díaz de Guzmán, Olavarría, Av. Alte. Brown, Av. Don Pedro de Mendoza hasta Necochea.

### La Boca-San Justo(Ramal Por Avenida Iriarte)
- IDA

Desde Av. don Pedro de Mendoza y Necochea por Av. Alte. Brown, Olavarría, Necochea, Brandsen, Av. Regimiento de Patricios, Defensa, Av. Caseros, Bernardo de Irigoyen, Av. Juan de Garay, Lima Este, General Hornos, Dr. Enrique Finochietto, Herrera, Ituzaingó, Paracas, Av. Caseros, Av. Amancio Alcorta, Los Patos, Av. Vélez Sársfield, Av. Iriarte, Iguazú, Santo Domingo, Oscar Natalio Bonavena, Av. Amancio Alcorta, Av. Sáenz, Traful, Alberto Einstein, Av. Perito Moreno, Agustín de Vedia, Av. Gral. Francisco Fernández de la Cruz, Av. Varela, Ana María Janer, Mariano Acosta, Balbastro, Av. Perito Moreno, Mariano Acosta, Av. Eva Perón, Av. Olivera, Rafaela, Mozart, Av. Rivadavia, cruce Av. Gral. Paz, Av. Gral. Paz Oeste, Rafaela, D' Onofrio, Ingeniero Amoretti, Cnel. Perín, Av. Eva Perón, Av. Gral. Tomás J. Villegas, Av. Gral. Enrique Mosconi, Rincón, Florencio Varela hasta Presidente Juan Domingo Perón (Universidad Nacional de la Matanza).
- REGRESO

Desde Universidad Nacional de la Matanza por Florencio Varela, Argentina, Av. Gral. Enrique Mosconi, Av. Gral. Tomás J. Villegas, Av. Eva Perón, Cnel. Perín, Estero Bellaco, Ingeniero Pereyra, Ibarrola, Cnel. Ramón L. Falcón, Av Rivadavia, Av. Olivera, Homero, Av. Eva Perón, Martínez Castro, Tte. Coronel Casimiro Recuero, Mariano Acosta, Av. Perito Moreno, Balbastro, Mariano Acosta, Ana María Janer, Av. Varela, Av. Gral. Francisco Fernández de la Cruz, Av. Perito Moreno, Av. Sáenz, Av. Sáenz Oeste, 27 de Febrero, Av. Sáenz Este, Av. Amancio Alcorta, Pepirí, Osvaldo Cruz, Iguazú, Av. Iriarte, Lafayette, Río Cuarto, Av. Vélez Sársfield, Av. Amancio Alcorta, Dr. Ramón Carrillo, Dr. Enrique Finochietto, Salta, Tacuarí, Av. Caseros, Bolívar, Av. Martín García, Av. Regimiento de Patricios, Brandsen, Ruy Díaz de Guzmán, Olavarría, Av. Alte. Brown, Av. Don Pedro de Mendoza hasta Necochea.

### La Boca-San Justo(Expreso por Autopista 25 de Mayo)
- IDA (de 17 a 21)

Desde Av. Don Pedro de Mendoza y Necochea por Av. Don Pedro de Mendoza, Av. Almirante Brown, Brandsen, Av. Regimiento de Patricios, Defensa, Av. Caseros, Bernardo de Irigoyen, Av. Juan De Garay, Lima Este, General Hornos, Dr. Enrique Finochietto, Bernardo de Irigoyen, Autopista 25 de Mayo, Metrobús Autopista 25 de Mayo, Autopista Tte. Gral. Luis Dellepiane, Av. Escalada, Av. Olivera, Rafaela, Mozart, Av. Rivadavia, cruce Av. Gral. Paz, Av. Gral. Paz Oeste, Rafaela, D' Onofrio, Ingeniero Amoretti, Alianza, Cnel. Perín, Av. Eva Perón, Av. Gral. Tomás J. Villegas, Av. Gral. Enrique Mosconi, Rincón, Florencio Varela hasta Presidente Juan Domingo Perón (Universidad Nacional de la Matanza).
- REGRESO (de 6.30 a 10.30)

Desde Universidad Nacional de la Matanza por Florencio Varela, Argentina, Av. Gral. Enrique Mosconi, Av. Gral. Tomás J. Villegas, Av. Eva Perón, Cnel. Perín, Estero Bellaco, Ingeniero Pereyra, Ibarrola, Ramón L. Falcón, Av. Gral. Paz Este, Av. Rivadavia, White, Cnel. Ramón L. Falcón, Medina, Av. Olivera, Av. Escalada, Autopista Tte. Gral. Luis Dellepiane, Metrobús Autopista 25 de Mayo, Autopista 25 de Mayo, Lima Este, Av. Brasil, Tacuarí, Av. Caseros, Bolívar, Av. Martín García, Av. Regimiento de Patricios, Brandsen, Ruy Díaz de Guzmán, Olavarría, Av. Alte. Brown, Av. Don Pedro de Mendoza hasta Necochea.

## Barrios
Ciudad de Buenos Aires
- La Boca
- San Telmo
- Constitución
- Barracas
- Parque Patricios
- Nueva Pompeya
- Villa Soldati
- Parque Avellaneda
- Vélez Sarsfield
- Villa Luro
- Liniers

 Buenos Aires
- Ciudadela
- Lomas del Mirador
- Ramos Mejía
- San Justo

## Puntos de Interés
- Estadio Alberto J. Armando
- Parque Lezama
- Plaza de la Constitución
- Hospital Borda
- Estadio Tomás Adolfo Ducó
- Estadio Pedro Bidegain
- Universidad Nacional de La Matanza